# Donnacha O'Dea
Donnacha Niallan O'Dea, detto The Don (Dublino, 30 agosto 1948), è un ex nuotatore e giocatore di poker irlandese.
In gioventù è stato un nuotatore e ha rappresentato l'Irlanda ai Giochi Olimpici del 1968. È stato il primo irlandese a scendere sotto il minuto nei 100 m a stile libero. I suoi genitori erano gli attori Denis O'Dea e Siobhán McKenna.

## Carriera pokeristica
O'Dea ha vinto un braccialetto delle WSOP nel 1983 all'evento $1000 Limit Hold 'em, battendo Tom McEvoy in heads-up.
Nel 1983 è arrivato al tavolo finale del Main Event delle WSOP, uscendo in sesta posizione, mentre nel 1991, qualificatosi nuovamente al tavolo finale, finì in nona posizione. Si è inoltre piazzato a premi nei Main Event del 1990 (32º), del 1994 (27º), del 1996 (25º) e nel 2007 (171º).
Nel 1998 ha vinto un braccialetto nel Pot Limit Omaha Rebuy event, sconfiggendo l'allora due volte campione del mondo Johnny Chan in heads-up.
Nel 2004, ha vinto il torneo Poker Million, battendo Devilfish in heads-up. L'anno successivo, è arrivato nuovamente al tavolo finale, piazzandosi al quinto posto.
O'Dea è stato il primo membro della European Poker Players Hall of Fame.
A partire dal 2009, il totale delle sue vincite nei tornei live supera la cifra di 1 000 000 di $. I suoi 23 piazzamenti a premio nelle WSOP gli hanno fruttato in totale 471 687 di $.